# تراگل هخ اشتد
تراگل هخ اشتد (به آلمانی: Tragelhöchstädt) یک منطقهٔ مسکونی در آلمان است که در شهر اوهلفلد در ایالت بایرن واقع شده‌است. تراگل هخ اشتد ۸۰ نفر جمعیت دارد.